# Lur Korta
Lur Korta Redin (Oyarzun, Guipúzcoa, 24 de octubre de 1978) es una cuentacuentos, actriz y profesora de teatro.

## Biografía
Estudió Arte Dramático en la Escuela de Teatro de Navarra y trabajó como actriz en varios grupos de teatro (Trokolo, Bele bizi, Ditirambo, Pai y Txalo, entre otros).
En 1999 comenzó su andadura como cuentacuentos. Desde entonces llena su pequeño maletín con grandes ideas, objetos, muñecos, etc. y viaja de pueblo en pueblo, visitando bibliotecas, casas de cultura, ikastolas, ludotecas y gaztetxes, para contar sus cuentos y sus historias. Suele contar cuentos tanto en solitario como en grupo.
Desde 2005 participa, junto con Galtzagorri Elkartea, en el club de lectura de distintas bibliotecas municipales. También es coordinadora de La hora del cuento de Donostia.

## Obra
Estas son algunas de las actuaciones de cuentos que ha ofrecido:

#### En solitario
- Aurorita beti polita (Aurorita, siempre bonita)
- Ipuinekin jolasean (Jugando con cuentos)
- Otsoz otso (De lobo en lobo)
- También contó un cuento premiado en el video de Kilometroak 2006, celebrado en Oiarzun.

#### En grupo
- Galdutako ipuinaren bila (En busca del cuento perdido, con Izaskun Mujika)
- Bidaian (De viaje, con Izaskun Mujika)
- Gaztainak erre artian (Mientras se asan las castañas con la vendedora de castañas Amanda Usanos)
- Kontuz Kontalariarekin (Cuidado con la cuenta cuentos, Escuela de Teatro de Navarra)